# Lusine Gevorkjan
Lusine Arkadijevna Gevorkjan, född 21 februari 1983 i Kapan i Armenien, är en rysk sångerska, mest känd som sångare i nu metal-banden Tracktor Bowling och Louna.